# Campionati europei di karate 1980
La 15ª edizione del campionato europeo di karate si è disputata a Barcellona nel 1980. Hanno preso parte alla competizione 345 karateka provenienti da 21 paesi.

## Campioni d'Europa

### Kata
| Categoria             | Vincitore |
| Individuale maschile  | Italia    |
| Individuale femminile | Ferrero   |
| Squadre maschili      | Italia    |
| Squadre femminili     | Italia    |

### Kumite
| Categoria              | Vincitore           |
| Fino a 65 kg maschile  | Arsenal             |
| Fino a 70 kg maschile  | Gonzales            |
| Fino a 75 kg maschile  | Poley               |
| Fino ad 80 kg maschile | Claude Pettinella   |
| Oltre 80 kg maschile   | Jean-Pierre Carbila |
| Open maschile          | Patrice Ruggiero    |
| Squadre maschili       | Francia             |